# Zea diploperennis
Zea diploperennis, trajnica iz južnog Meksika, divlji je srodnik kultiviranog kukuruza Z. mays. Ima kratki rizom, a može narasti od 100 do 250 cm. Njeno jestivo sjeme iz divljine ponekad se koristi za lokalnu upotrebu.
Ova vrsta očuvala se tek na malom području južnog Meksika na visinama od 2 000 metara ili više. Otporna je na razne viruse koji pogađaju kultivirani kukuruz (Zea mays). Kako ima isti broj kromosoma kao i kultivirani kukuruz (20), može se upotrijebiti u uzgojnim programima za prenošenje otpornosti na kukuruz i, možda, za razvoj višegodišnjeg oblika kultiviranog kukuruza.

## Sinonimi
- Zea perennis subsp. diploperennis (Iltis, Doebley & R.Guzmán) Greb.